# 琴葉鈴
琴葉 鈴（ことは すず、1979年12月21日-）は、道頓堀劇場専属のストリッパー。2002年4月11日、渋谷道頓堀劇場にてデビュー。
身長155cm・スリーサイズはB85・W59・H86。血液型はA型。
舞姫となったきっかけは、劇場で他の舞姫の演技を観て感激したことである。
2006年3月に約一年の休業を経て復帰し、2007年4月から休業している。
趣味は読書（京極夏彦が好きという）と散歩。